# A piszkos hadviselés minisztériuma
A piszkos hadviselés minisztériuma (eredeti cím: The Ministry of Ungentlemanly Warfare) 2024-ben bemutatott amerikai–brit akció-filmvígjáték, amelynek rendezője, társírója és társproducere Guy Ritchie. A főbb szerepekben Henry Cavill, Eiza González, Alan Ritchson, Henry Golding és Alex Pettyfer látható.
A film premierjét 2024. április 13-án tartották New Yorkban, Amerikában pedig 2024. április 19-én mutatták be a mozikban. Magyarországon az Amazon Prime Video mutatta be 2024. július 25-én.

## Cselekmény
1941 végén, a második világháború idején az Egyesült Királyság a náci Németország európai hatalomátvételi kísérleteinek megállításáért küzd, London pedig rendszeresen elszenvedi a Luftwaffe bombázásait. Mivel utánpótlás- és segélyhajóikat folyamatosan elsüllyesztik a német tengeralattjárók, Colin Gubbins dandártábornok Winston Churchill miniszterelnök közvetett támogatásával előkészíti a „Postamester hadműveletet”, egy titkos szabotázsakciót, amelynek célja, hogy megzavarja a nácik tengeralattjáró-utánpótlási műveletét a spanyol ellenőrzés alatt álló Fernando Po szigetén. Míg Marjorie Stewart és Richard Heron SOE-ügynökök vonattal indulnak, Gubbins Gus March-Phillipset bízza meg, hogy állítson össze egy szárazföldi csapatot a Duchessa d'Aosta olasz ellátóhajó és a hozzá tartozó két vontatóhajó megsemmisítésére.
A Maid of Honor nevű semleges svéd halászhajó segítségével Gus és szövetségesei, Graham Hayes, Freddy Alvarez és Anders Lassen dán tengerésztiszt (az egyetlen nem brit állampolgár, akit Viktória-kereszttel tüntettek ki) megkezdik a lassú hajózást a Fernando Po felé. Miután kiderül, hogy a SOE szabotőrét, Geoffrey Appleyardot a Gestapo ügynökei elfogták, a Kanári-szigetek nácik által ellenőrzött területére térnek át egy mentőakcióra.
Eközben a hamarosan Fernando Póra érkező Marjorie és Heron az ottani „illegális” játékteremben toboroz erősítést Gus csapatának, míg Marjorie elcsábítja Heinrich Luhrt, az illetékes SS-parancsnokot. Megtudva, a Duchessa három nappal a menetrend előtt akar indulni, Gus átvitorlázza legénységét a nácik által megszállt Nyugat-Afrika brit tengeri blokádján, annak ellenére, hogy tudja, letartóztatják őket, ha felfedezik engedély nélküli küldetésüket.
A tervezett rajtaütés éjszakáján Marjorie és Heron megtudja, hogy Luhr az olasz attasé fenntartásai ellenére megerősíttette a Duchessa hajótestét. Mivel erről alig figyelmeztették őket időben, Gus és Appleyard úgy döntenek, a legjobb megoldás az, ha eltérítik a hajókat, és csereként használják fel őket, miután egy tégla Gubbins személyzetében felfedte a küldetést a felsőbb vezetés előtt. Luhr idővel észreveszi, hogy Marjorie színészi játéka kezd „megcsúszni”, de a rajtaütés végül sikerrel jár, és a nő fejbe lövi Luhrt. A hajókat egy Lagos melletti brit flottának szállítják, ennek ellenére a csapatot letartóztatják. Miközben a hadbíróságra várnak, Churchill megmenti és beszervezi őket a „piszkos hadviselés minisztériumának” részeként, mivel akciójuk nemcsak a nácik haditengerészeti erejének okozott súlyos károkat, hanem lehetővé tette az Egyesült Államok számára is, hogy a Pearl Harbor elleni japán támadást követően nemrég belépjen a háborúba, és csatlakozzon az európai hadszíntérhez.

## Szereplők
| Szerep                | Színész             | Magyar hang            |
| --------------------- | ------------------- | ---------------------- |
| Gus March-Phillipps   | Henry Cavill        | Welker Gábor           |
| Anders Lassen         | Alan Ritchson       | Varga Gábor            |
| Geoffrey Appleyard    | Alex Pettyfer       | Dévai Balázs           |
| Marjorie Stewart      | Eiza González       | Dobó Enikő             |
| Heron                 | Babs Olusanmokun    | Kálid Artúr            |
| Brigadier Gubbins 'M' | Cary Elwes          | Lux Ádám               |
| Henry Hayes           | Hero Fiennes Tiffin | Csiby Gergely          |
| Freddy Alvarez        | Henry Golding       | Szatory Dávid          |
| Winston Churchill     | Rory Kinnear        | Máté Gábor             |
| Heinrich Luhr         | Til Schweiger       | Stohl András           |
| Ian Fleming           | Freddie Fox         | Molnár Levente         |
| Binea kapitány        | Henrique Zaga       | Horváth-Töreki Gergely |
| Kambili Kalu          | Danny Sapani        | Faragó András          |

### Magyar változat
- Magyar szöveg: Jeszenszky Márton
- Lektor: Dittrich-Varga Fruzsina
- Hangmérnök: Halas Péter
- Vágó: Wünsch Attila
- Gyártásvezető: Vigvári Ágnes
- Szinkronrendező: Szalay Csongor
- Produkciós vezető: Kapás Péter

A szinkront a Direct Dub Studios készítette el.

## A film készítése
A Paramount Pictures 2015-ben szerezte meg Damien Lewis The Ministry of Ungentlemanly Warfare: How Churchill's Secret Warriors Set Europe Ablaze and Gave Birth to Modern Black Ops című könyvének jogait. Guy Ritchie 2021 februárjában írta alá a rendezői szerződést a projektre, amelynek forgatókönyvét Arash Amel írta, a producer pedig Jerry Bruckheimer lett. 
2022 októberében Henry Cavill és Eiza González lettek a film főszereplői. 2023 februárjában Alan Ritchson, Henry Golding, Alex Pettyfer és Cary Elwes csatlakozott a stábhoz.
A forgatás 2023. február 13-án kezdődött a törökországi Antalyában, és 2023 áprilisában fejeződött be.
A forgatás kezdetének napján bejelentették, hogy a Lionsgate megszerezte a film amerikai forgalmazási jogait, és 2024-re tervezi a széles körű bemutatót, a nemzetközi forgalmazási jogokat pedig eladták az Amazon Prime Videónak.

## Bemutató
A piszkos hadviselés minisztériuma világpremierje 2024. április 13-án volt New Yorkban, az Egyesült Államokban pedig 2024. április 19-én mutatta be a Lions Gate Entertainment. A prémium Video on Demand szolgáltatásokon 2024. május 10-én jelent meg.

## Bevételi adatok
Az Egyesült Államokban A piszkos hadviselés minisztériuma az Abigail és a Spy x Family Code: White című filmmel együtt mutatták be; a nyitóhétvégére 5-8 millió dolláros bevételt vártak 2845 moziból. Az első napon 3,7 millió dollárt hozott, ebből 1,45 millió dollárt az előzetesekből. A film 9 millió dollárral debütált, és a negyedik helyen végzett a Polgárháború, az Abigail és a Godzilla x Kong: Az új birodalom mögött. A második hétvégén 57%-kal esett vissza, és 3,86 millió dolláros bevételt ért el, ezzel a hatodik helyen végzett.